# Shahrestān di Basht
Lo shahrestān di Basht (farsi شهرستان باشت) è uno degli 8 shahrestān della provincia di Kohgiluyeh e Buyer Ahmad, il capoluogo è Basht. Lo shahrestān è suddiviso in 3 circoscrizioni (bakhsh): 
- Centrale (بخش مرکزی)
- Basht (بخش بوستان)